# Borja (Spagna)
Borja è un comune spagnolo di 5 030 abitanti situato nella comunità autonoma dell'Aragona.
Borja ha dato il nome alla comarca del Campo de Borja, della quale è il capoluogo. È l'antica Bursao, centro degli Iberi. È inoltre il paese d'origine della famiglia rinascimentale dei Borgia, il cui antico castello è ora in rovina.

## Monumenti e luoghi d'interesse
Presso la cittadina si trova il Santuario de Misericordia, che ospita il dipinto di Elías García Martínez Ecce Homo. Il dipinto, di scarsa importanza artistica, ha raggiunto fama a livello mondiale per il controverso restauro, avvenuto nel 2012.

## Altri progetti

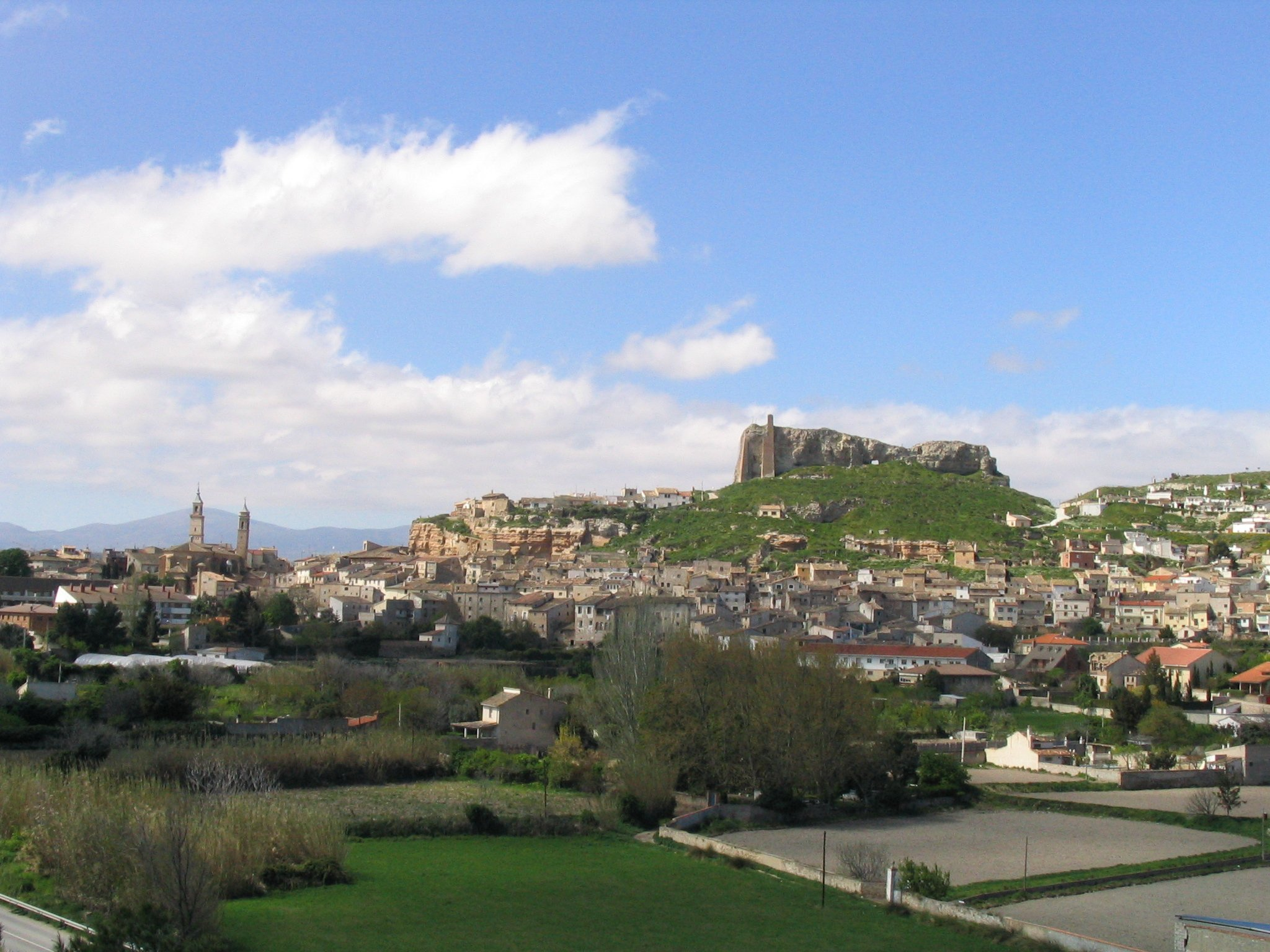
Panorama